# Hammarstads BK
Hammarstads BK är en svensk TV-serie från 1977 i sex delar, ursprungligen visad i TV2 under perioden 9 mars-13 april 1977. Den regisserades av Göran Stangertz och manuset skrevs av Bo Sigvard Nilsson. Serien kretsade kring ett ishockeylag.

## Rollista
- Pär Andersson – Lasse Eliasson
- Ingemar Carlehed – Lacke Olofsson
- Rolf Degerlund – Petter Pettersson
- Gunnar Ekwall – Edvard
- Stig Engström – Mats Eng
- Jonas Falk – högtalare
- Niklas Falk – Lillen
- Anna Godenius – Karin
- Ann-Christine Gry – domarens fru
- Katarina Gustafsson – Angela
- Ingvar Hirdwall – coachen
- Folke Hjort – Budda Blomgren
- Anders Höglund – Ankan Skog
- Jan Holmquist – Lennart Lindgren
- Tommy Johnson – Taggen
- Christer "Bonzo" Jonsson – hjälptränaren
- Evert Lindkvist – förman
- Marika Lindström – Lena
- Sten Ljunggren – Lasses pappa
- Alf Nilsson – domare
- Magnus Nilsson – Per-Erik Röhn
- Bertil Norström – Daniel Plegert
- Tord Peterson – chef
- Arne Ragneborn – Lillemans pappa
- Ove Tjernberg – Bergström
- Torsten Wahlund – Bengt Berg
- Ulla Wennborg – Birgitta Strid
- Åke Wändehög – Kjell Strid
- Björn Åkesson – Halvan Olsson
- Inga Ålenius – Lasses mamma
- Ted Åström – Bosse Karlsson

### Fotnoter
1. ↑  ”Hammarstads BK”. Svensk filmdatabas. 26 februari 1977. http://www.sfi.se/sv/svensk-filmdatabas/Item/?itemid=36409&type=MOVIE&iv=Shows. Läst 29 november 2016.